# Christopher Lawless
Pour les articles homonymes, voir Lawless.
Christopher Lawless, ou Chris Lawless, né le 4 novembre 1995 à Wigan, est un coureur cycliste britannique.

## Biographie

### Jeunesse et carrière amateur
Christopher Lawless commence le cyclisme à l'âge de douze ans, au club Eastlands Velo, basé au vélodrome de Manchester. Il évolue ensuite au SportCity, dans la même enceinte,. Il intègre le programme olympique de British Cycling à 14 ans, puis évolue dans les structures successives de ce programme (talent team, podium programme, academy).
En 2013, Christopher Lawless s'illustre en catégorie junior, remportant le titre de champion de Grande-Bretagne sur route juniors à 17 ans, ainsi que des étapes du Trofeo Karlsberg et du Tour du Pays de Galles juniors. En 2014, il est champion de Grande-Bretagne de poursuite par équipes avec l'équipe « 100% ME » du programme olympique qu'il forme avec Germain Burton, Christopher Latham et Oliver Wood.
En 2015, il fait partie de l'effectif de la nouvelle équipe continentale Wiggins. Il remporte cette année-là le Grand Prix of Wales, manche du National Road Series. L'année suivante, il quitte le programme olympique britannique, convaincu qu'il ne parviendrait pas à se qualifier pour les Jeux olympiques, et préfère se consacrer à la route. Il rejoint l'équipe JLT Condor et s'impose en début d'année lors d'une étape de la New Zealand Cycle Classic. Il remporte le classement général du Grand Prix Series et le championnat de Grande-Bretagne du critérium devant son coéquipier Russell Downing, s'affirmant comme le meilleur sprinteur du calendrier britannique. Sa saison s'achève en août avec une blessure à l'épaule.
Pour la saison 2017, Christopher Lawless s'engage dans un premier temps avec l'équipe ONE. Celle-ci doit cependant revenir au niveau continental, après une saison en tant qu'équipe continentale professionnelle. D'un commun accord avec ONE, Lawless cherche une autre équipe pour poursuivre sa progression et se tourne vers Axeon-Hagens Berman, équipe formatrice américaine dirigée par Axel Merckx. Bien qu'ayant bouclé son effectif, celle-ci lui ouvre une place supplémentaire. Lawless s'illustre cette saison avec l'équipe de Grande-Bretagne espoirs en remportant le ZLM Tour, manche de la Coupe des Nations, et une étape du Tour de l'Avenir. Au championnat de Grande-Bretagne, il prend la deuxième place derrière Steve Cummings, s'adjugeant ainsi le titre de la catégorie moins de 23 ans. En fin de saison, il est recruté par l'équipe Sky, qui l'engage pour trois ans,.

### Carrière professionnelle
Il fait ses débuts professionnels avec Sky en janvier 2018, en Australie, où il assume immédiatement un rôle de leader en tant que seul sprinteur de l'équipe. Sixième de la People's Choice Classic, il est ensuite quatorzième de la première étape du Tour Down Under. Il gagne ensuite deux étapes (dont un contre-la-montre par équipes) et le classement par points de la Semaine internationale Coppi et Bartali. 
En mai 2019, il devient le premier Britannique à remporter le classement général du Tour du Yorkshire, avec deux secondes d'avance sur Greg Van Avermaet. Il s'agit également de la première victoire pour Ineos (anciennement Team Sky jusqu'au 1er mai). Fin juillet, il est présélectionné pour représenter son pays aux championnats d'Europe de cyclisme sur route. Il s'adjuge à cette occasion la treizième place de la course en ligne.
En novembre 2020, il s'engage avec Total Direct Énergie.
Engagé en 2023 avec AT85 Pro Cycling, cette équipe disparaît au mois de mars. Libre de rejoindre une autre équipe, il signe un contrat en avril avec l'équipe continentale Lotto Dstny Development, réserve de l'équipe ProTeam Lotto Dstny, une équipe avec laquelle il peut être amené à courir durant la saison.

## Palmarès sur route

### Coureur amateur
- 2013
  -  Champion de Grande-Bretagne sur route juniors
  - 2e étape du Trofeo Karlsberg
  - 3e étape du Tour du Pays de Galles juniors
- 2015
  - Stockton Town Race
  - Grand Prix of Wales
- 2016
  -  Champion de Grande-Bretagne du critérium
  - 1re étape de la New Zealand Cycle Classic
  - Otley Grand Prix
  - Beverley Grand Prix
  - Sheffield Grand Prix
  - Leicester Castle Classic
  - 2e du championnat de Grande-Bretagne sur route espoirs
  - 3e de la Rutland-Melton International Cicle Classic
  - 3e du Grand Prix of Wales
- 2017
  -  Champion de Grande-Bretagne sur route espoirs
  - ZLM Tour
  - Shrewsbury Grand Prix
  - 3eb étape du Tour de Beauce
  - Otley Grand Prix
  - 4e étape du Tour de l'Avenir
  - 2e du championnat de Grande-Bretagne sur route
  - 3e du Velothon Wales

### Coureur professionnel
- 2018
  - 1re étape b (contre-la-montre par équipes) et 3e étape de la Semaine internationale Coppi et Bartali
  - 3e du Grand Prix de l'Escaut
- 2019
  - Classement général du Tour du Yorkshire
  - 3e du Grand Prix de l'Escaut
- 2022
  - 2e de la Coupe Sels
  - 3e du Grand Prix de Valence

## Classements mondiaux
| Année                                 | 2015 | 2016 | 2017 | 2018 | 2019 | 2020  | 2021 | 2022 |
| ------------------------------------- | ---- | ---- | ---- | ---- | ---- | ----- | ---- | ---- |
| UCI World Tour                        |      | nc   | nc   | 288e |      |       |      |      |
| Classement mondial                    |      | 820e | 301e | 433e | 138e | 1706e | nc   | 359e |
| UCI Europe Tour                       | 653e | 567e | 150e | 297e | 113e | 1262e | nc   | 288e |
| UCI America Tour                      | nc   | nc   | 230e | nc   |      |       |      |      |
| UCI Oceania Tour                      | nc   | 71e  | nc   | nc   |      |       |      |      |
|                                       |      |      |      |      |      |       |      |      |
| Légende : nc = non classéSource : UCI |      |      |      |      |      |       |      |      |

## Palmarès sur piste

### Championnats nationaux
- 2013
  -  Champion de Grande-Bretagne de la course aux points juniors
  - 3e du championnat de Grande-Bretagne du scratch juniors
  - 3e du championnat de Grande-Bretagne de l'omnium
- 2014
  -  Champion de Grande-Bretagne de poursuite par équipes (avec Germain Burton, Christopher Latham et Oliver Wood)